# Hajfa (dystrykt)
Hajfa (hebr.: מחוז חיפה, Mechoz Chefa) – jeden z sześciu administracyjnych dystryktów w Izraelu. Dystrykt ma powierzchnię 864 km², zamieszkany jest przez 858 000 mieszkańców (dane z 2007), a jego stolicą jest Hajfa.

## Demografia
Zgodnie z danymi Izraelskiego Centrum Danych Statystycznych w 2005 roku:
- Populacja całkowita: 858 000 (2007)
- Podział etniczny:
  - Żydzi: 611 500 (71,3%)
  - Arabowie: 176 700 (20,6%)
  - Druzowie: 21 600 (2,5%)
  - Inni: 39 600 (3,3%)
- Podział religijny:
  - Żydzi: 611 500 (71,3%)
  - Muzułmanie: 161 400 (18,8%)
  - Druzowie: 21 600 (2,5%)
  - Chrześcijanie: 15 300 (1,8%)
  - Nie klasyfikowani: 42 000 (4,9%)
- Gęstość zaludnienia: 993 os./km²

## Miasta
| Nazwa miasta  | Język hebrajski | Język arabski | ludność (2006) |
| ------------- | --------------- | ------------- | -------------- |
| Hajfa         | חיפה            | حيفا          | 267 800        |
| Hadera        | חדרה            | الخضيرة       | 76 600         |
| Kirjat Atta   | קריית אתא       | كريات آتا     | 49 500         |
| Ir ha-Karmel  | עיר הכרמל       | مدينة الكرمل  | 44 100         |
| Umm al-Fahm   | אום אל-פחם      | أم الفحم      | 42 200         |
| Kirjat Mockin | קריית מוצקין    | كريات موتسكين | 39 700         |
| Kirjat Jam    | קריית ים        | كريات يام     | 37 200         |
| Kirjat Bialik | קריית ביאליק    | كريات بياليك  | 36 500         |
| Baka-Dżatt    | באקה-ג'ת        | باقة جت       | 31 700         |
| Nesher        | נשר             | نيشر          | 21 200         |
| Tirat Karmel  | טירת כרמל       | طيرة الكرمل   | 18 700         |
| Or Akiwa      | אור עקיבא       | أور عكيفا     | 15 800         |

## Samorządy lokalne
| Pod-dystrykt | Miasta | Samorządy lokalne | Samorządy regionów         |
| ------------ | --- | --- | -------------------------- |
| Hajfa        | - Hajfa - Ir ha-Karmel - Nesher - Kirjat Atta - Kirjat Bialik - Kirjat Mockin - Kirjat Jam - Tirat Karmel | - Kirjat Tiwon - Rechasim | - Chof ha-Karmel - Zewulun |
| Hadera       | - Baka-Dżatt - Hadera - Or Akiwa - Umm al-Fahm                                                            | - Arara - Basma - Binjamina-Giwat Ada - Cezarea - Furajdis - Dżisr az-Zarka - Kafr Qara - Ma’ale Iron - Pardes Channa-Karkur - Zichron Ja’akow | - Allona - Menasze         |